# 王阑西
王阑西（1912年—1996年），男，河南兰封（今兰考）人，中华人民共和国政治人物，曾任文化部电影局局长、北京电影学院院长、中共广东省委常委兼广东省人民委员会副省长、文化部副部长，中国人民解放军少将，中共八大代表，第六、七届全国政协委员。

## 生平
1930年参加中国左翼作家联盟。1932年加入中国共产党。1933年进入复旦大学读书，1934年赴日本，1935年进入早稻田大学读书。
1952年至1956年任文化部电影局局长。1956年9月至1959年12月任北京电影学院院长。1963年晋升少将军衔。
1964年任中共广东省委常委兼广东省人民委员会副省长。1978年至1981年任中华人民共和国文化部副部长。